# Batumalang
Batumalang is een bestuurslaag in het regentschap Ciamis van de provincie West-Java, Indonesië. Batumalang telt 2817 inwoners (volkstelling 2010).